# My ANSWER/不景気なんてぶっとばせ!!
「My ANSWER／不景気なんてぶっとばせ!!」（マイ・アンサー／ふけいきなんてぶっとばせ!!）は、SEAMOの12枚目のシングル。2009年8月19日にアリオラジャパンから発売された。
前作「Continue」から約10ヶ月ぶりのリリースとなる。SEAMO初となるダブルAサイドシングル、トリプルタイアップとなる。通常盤(初回生産仕様)には「NARUTO描き下ろしワイドキャップステッカー」が付属。初回限定盤には「My ANSWER」のPV＋スペシャルコンテンツ「SEAMOと大西のめざせM-1グランプリ」を収録。

## 収録曲
1. My ANSWER [3:43]
作詞：Naoki Takada　作曲：Naoki Takada & Shintaro“Growth”Izutsu　編曲：Shintaro“Growth”Izutsu & Takahito Eguchi
テレビ東京系アニメ『NARUTO -ナルト- 疾風伝』エンディングテーマ（2009年7月2日 - 9月24日放送分）。
ストリングスを交えた若者向けのメッセージソング。
もともとは提供曲として制作したが、結果的に自ら歌うことになったという。
2. 不景気なんてぶっとばせ!! [4:10]
作詞：Naoki Takada　作曲：Naoki Takada & Shintaro“Growth”Izutsu　編曲：Shintaro“Growth”Izutsu
マイクロソフト『Xbox 360』夏のキャンペーンソング
日本テレビ系「江川×堀尾のSUPERうるぐす」テーマソング
レゲエテイストの入ったSEAMOらしい景気回復ソング。
YouTubeなどの動画投稿サイトでは、彼が自ら制作したミュージックビデオがアップロードされている。自民党の河村建夫元内閣官房長官はこのミュージックビデオを絶賛、8月8日に行なわれた国政報告会では、ステージに登場する際の入場曲としてこの曲を使用した。
3. GO!! [3:07]
作詞：Naoki Takada　作曲：Naoki Takada & Shintaro“Growth”Izutsu　編曲：Shintaro“Growth”Izutsu
CBC『ザ・プロ野球　燃えよドラゴンズ!』2009年度テーマ曲
4. My ANSWER (instrumental)
5. 不景気なんてぶっとばせ!!（instrumental）
6. GO!!（instrumental）

## 収録アルバム
| 曲名                     | アルバム          | 発売日        | 備考              |
| ------------------------ | ----------------- | ------------- | ----------------- |
| My ANSWER                | 『Best Of SEAMO』 | 2009年10月7日 | 1stベストアルバム |
| 不景気なんてぶっとばせ!! | 『Best Of SEAMO』 | 2009年10月7日 | 1stベストアルバム |